# Die Maske runter
Die Maske runter ist ein US-amerikanisches Kriminaldrama von Richard Brooks aus dem Jahr 1952. Die Produktion mit Humphrey Bogart in der Rolle eines Chefredakteurs wird oft dem Film noir zugerechnet.

## Handlung
Ed Hutcheson ist der aufrechte Chefredakteur von The Day, einer New Yorker Tageszeitung mit qualitativ hochwertigen Berichten, deren Besitzer vor kurzem gestorben ist. Die Witwe des Besitzes, Margaret Garrison, hat sich von ihren geldgierigen Töchtern Katherine und Alicia überreden lassen, The Day an den rivalisierenden Zeitungstycoon Mr. Henry zu verkaufen. Hutcheson ist sich bewusst, dass dies das Ende der Zeitung bedeuten würde, da Henry mit dem Kauf nur einen Konkurrenten loswerden will. Der Chefredakteur hat zusätzlich private Sorgen: seine Frau Nora hat ihn verlassen, da er ständig nur seine Zeitung im Kopf hatte. Nun will sie mit Lewis Schaefer einen neuen Mann heiraten, obwohl sie eigentlich noch immer Ed liebt.
George Burrows, ein Reporter des Day, arbeitet an einer gefährlichen Geschichte über den einflussreichen und wohlhabenden Gangster Rienzi, der immer noch auf freiem Fuß ist, da ihm seine Verbrechen nie nachgewiesen werden konnten. Rienzi soll hinter dem Mord an Bessie Schmidt, einer jungen Frau, deren Leiche aus dem Fluss gezogen wurde, stecken. Burrows wird jedoch bei seiner Arbeit an dem Fall brutal zusammengeschlagen. Hutcheson beschließt daraufhin, mit ganzer Kraft gegen Rienzi zu arbeiten. Er hofft, dass er durch die Geschichte wieder steigende Leserzahlen bekommt und so das Ende der Zeitung noch verhindern kann. Rienzi zeigt sich wütend und droht Hutcheson, der allerdings nicht von seinem Kurs abweicht.
Die Reporter des Day finden heraus, dass Bessie Schmidt die Geliebte des verheirateten Rienzi war und dieser auch ihren Unterhalt finanzierte. Bessies Bruder Herman war ebenfalls in Geschäfte mit Rienzi verwickelt. Die Reporter können Herman Schmidt ausfindig machen, der sich vor den Handlangern Rienzis versteckt hält und denkbar nervös ist. Nach einigen Lügengeschichten berichtet Herman, dass seine Schwester Rienzi um größere Summen Geld betrogen habe, die er ihr zur Aufbewahrung gegeben habe. Herman gesteht, dass er in seiner Angst Rienzis Leuten das Versteck von Bessie verraten habe – er kann seine Geschichte allerdings nicht zu Ende erzählen, da falsche Polizisten, bei denen es sich in Wahrheit um Rienzis Männer handelt, ihn aus dem Büro des Day entführen. Herman kann sich zwar befreien, fällt aber bei seiner Flucht in eine Druckerpresse und stirbt.
Margaret Garrison ist beeindruckt von der Geschichte über Rienzi und entschließt sich, doch noch den Verkauf der Zeitung zu verhindern, damit nicht das Lebenswerk ihres Mannes zerstört wird. Allerdings sind die Mehrheitsanteile der Zeitung mittlerweile im Besitz ihrer beiden Töchter, die weiterhin an Mr. Henry verkaufen wollen. Bei der entscheidenden Gerichtsverhandlung hält Hutcheson eine flammende Rede, in der er auf die Wichtigkeit einer vielfältigen Zeitungslandschaft hinweist und Wahrheit sowie Gerechtigkeit als Merkmale einer guten Zeitung wie dem Day ausmacht. Der Richter, ein langjähriger Leser der Zeitung, stimmt Hutcheson zwar zu, urteilt aber, dass der Verkauf an Henry aus juristischer Sicht legal sei. Der Day steht damit vor dem Aus.
Unterdessen betritt Mrs. Schmidt, die aus Deutschland eingewanderte Mutter von Bessie und Herman, das Büro des Day. Kurz vor ihrer Ermordung hatte Bessie ihr Tagebuch, in welchem sie Rienzi entlarvt, und das gestohlene Geld ihrer Mutter zur Aufbewahrung gegeben. Mrs. Schmidt, die als langjährige Leserin Vertrauen zu der Zeitung hat, ist entschlossen, Rienzi mit ihrer Aussage vor Gericht zu Fall zu bringen. Nora hat ihre Heiratspläne inzwischen fallen gelassen und kehrt zu Ed zurück, der mit dem absehbaren Ende des Day seinen Posten als Chefredakteur abgeben muss und nun hoffentlich mehr Zeit für sie haben wird. Ein wütender Rienzi ruft bei Hutcheson an und droht ihm mit dem Tod, falls er die Enthüllungen von Mrs. Schmidt drucken würde. Hutcheson lässt sich nicht einschüchtern und bringt die Sache auf der Titelseite, gegen Rienzi wird Anklage erhoben. Im Büro des Day erlöschen unterdessen die Lichter.

## Hintergrund
Für die Hauptrolle des Ed Hutcheson galten zunächst Gregory Peck und Richard Widmark als Favoriten. Regisseur Richard Brooks plädierte allerdings für Humphrey Bogart, mit dem er seit den gemeinsamen Dreharbeiten bei Gangster in Key Largo (1948) – wo Bogart Hauptdarsteller und Brooks Drehbuchautor war – eine Freundschaft pflegte. Für Richard Brooks, der zuvor lange nur als Drehbuchautor gearbeitet hatte, war Deadline U.S.A. erst der dritte Film als Regisseur. Nach langen Verhandlungen gewann Bogart die Hauptrolle, doch die Dreharbeiten verliefen nicht ohne Reibungen: Er hatte kurz zuvor unter körperlich harten Bedingungen African Queen gedreht und wirkte müde, was sich teilweise in einem unfreundlichen und arroganten Verhalten gegenüber der Filmcrew ausdrückte.
Teile von Deadline U.S.A. wurden in New York gedreht, etwa im Washington Square Park sowie im Büro der Daily News. Bogart hielt sich lange im Büro der Daily News auf, um ein Gefühl für das Innenleben einer Zeitung zu entwickeln. Ein noch unbekannter James Dean übernahm eine nur wenige Sekunden umfassende Rolle als Kopiererjunge.
Die im Film gezeigte Zeitung The Day hat in der New York Sun ein reales Vorbild. Die New York Sun galt als eine der ernsthaften New Yorker Zeitungen und musste 1950 nach insgesamt 117 Jahren Zeitungsgeschichte eingestellt werden, als sie mit einer anderen Zeitung verschmolz. Durch ein kleines Wortspiel im Film wird diese Verbindung auch angedeutet: Der Gründer der New York Sun hieß Benjamin Day (1810–1889), eben wie die Zeitung im Film. Als ein weiteres Vorbild für Richard Brooks soll das Ende der von Joseph Pulitzer geführten Zeitung New York World gedient haben. Die Söhne von Pulitzer wollten die Zeitung nach dessen Tod nicht weiterführen, sondern lieber in fremde Hände geben und verkaufen.

## Synchronisation
Die deutsche Synchronfassung entstand zur deutschen Kinopremiere im Jahr 1952 bei der Alster Film GmbH, Hamburg, nach Dialogregie und Dialogbuch von Hans Harloff.
| Rolle                       | Schauspieler    | Dt. Synchronstimme    |
| --------------------------- | --------------- | --------------------- |
| Ed Hutcheson, Chefredakteur | Humphrey Bogart | Erwin Linder          |
| Margaret Garrison           | Ethel Barrymore | Ilse Bally            |
| Nora Hutcheson              | Kim Hunter      | Viola Wahlen          |
| Harry Thompson              | Paul Stewart    | Hans Paetsch          |
| Thomas Rienzi               | Martin Gabel    | Heinz Klevenow        |
| Andrew Wharton              | Tom Powers      | Josef Dahmen          |
| Mr. Henry                   | Willis Bouchey  | Karl-Heinz Kreienbaum |
| Kommissar Finlay            | Clancy Cooper   | Walter Klam           |
| Rechtsanwalt Pentriss       | Alex Gerry      | Rolf Mamero           |

## Kritiken
Deadline U.S.A. wurde mit überwiegend positiven Kritiken bedacht. Die New York Times schrieb, dass wirklich gute Zeitungsfilme nur selten entstehen würden. „Dieser, obwohl melodramatisch, macht von Grund auf alles richtig.“ Der Film sei authentisch von Brooks inszeniert worden, verlange allerdings wegen seiner drei Handlungsstränge auch die Aufmerksamkeit des Zuschauers. Variety lobte die Leistung von Humphrey Bogart als „überzeugend“. Das Lexikon des Internationalen Films schrieb: „Engagierter Film mit vorzüglicher Besetzung, der bisweilen etwas glatt und wortreich die Notwendigkeit einer unabhängigen Presse vor Augen führt.“